# امی وادا
امی وادا (انگلیسی: Emi Wada؛ زادهٔ ۱۸ مارس ۱۹۳۷ _ درگذشتهٔ ۱۳ نوامبر ۲۰۲۱) طراح صحنه و لباس اهل ژاپن بود. عمدهٔ شهرت او بخاطر طراحی صحنه و لباس فیلم آشوب آکیرا کوروساوا بود.
وادا در ۱۳ نوامبر ۲۰۲۱ به‌دلیل کهولت سن درگذشت.